# SN 2007gd
SN 2007gd – supernowa typu Ia odkryta 18 lipca 2007 roku w galaktyce A152931+0759. W momencie odkrycia miała maksymalną jasność 19,90m.